# Identità narrativa
La teoria dell'identità narrativa è un concetto filosofico che esplora il ruolo delle narrazioni nella costruzione e nella comprensione dell'identità personale. Questa teoria sostiene che gli individui comprendono e strutturano se stessi attraverso storie che danno coerenza e significato alla loro esperienza.
Le radici del concetto affondano nella filosofia contemporanea, trovando in pensatori come Alasdair MacIntyre e Paul Ricoeur i principali sviluppatori di questa prospettiva. Anche psicologia e psicanalisi hanno proposto concezioni narrative del sé.
Un autore che, pur avendo proposto una teoria narrativa relativa a un altro ambito (quello storiografico), ha avuto un ruolo di influenza rilevante su diversi teorici dell'identità narrativa e Hayden White. Altra fonte rilevante per gli autori che hanno proposto teorie narrative dell'identità è Hannah Arendt, che in 'Vita activa' propone l'idea secondo cui è il racconto a dire il 'chi' dell'azione.

## Alasdair MacIntyre: l'identità come unità narrativa della vita
Alasdair MacIntyre ha dato un contributo fondamentale alla teoria dell'identità narrativa nel suo libro Dopo la virtù (1981). MacIntyre sostiene che la vita umana può essere compresa solo attraverso una narrazione coerente. Egli afferma che "l'essere umano è essenzialmente un animale narrativo" e che ogni individuo vive la propria vita come parte di una storia in divenire.
Per MacIntyre, l'identità personale è intrinsecamente legata al concetto di teleologia: le azioni e le scelte individuali acquistano significato all'interno di una narrazione che le collega a uno scopo. La virtù, secondo MacIntyre, si sviluppa nel contesto di una comunità narrativa, in cui gli individui condividono storie e tradizioni che danno forma al loro senso di appartenenza.
MacIntyre sottolinea che, senza una narrativa coerente, la vita umana rischia di diventare frammentaria e priva di significato. Egli collega questa frammentazione all'atomizzazione della società contemporanea, che ha perso le grandi narrazioni collettive delle tradizioni morali.

## Paul Ricoeur: l'identità narrativa come sintesi diipseeidem
Paul Ricoeur ha approfondito il concetto di identità narrativa in opere come Tempo e racconto (1983-1985) e Sé come un altro (1990). Per Ricoeur, l'identità personale è un equilibrio dinamico tra due dimensioni: l'ipse (il sé che cambia nel tempo) e l'idem (le dimensioni del sé che si mantengono costanti). La narrazione consente di integrare queste due dimensioni, permettendo agli individui di mantenere un senso di continuità nonostante i cambiamenti che attraversano.
Ricoeur identifica tre momenti fondamentali del processo narrativo:
- La prefigurazione (mimesis I): l'esperienza umana è intrinsecamente narrativa, in quanto è sempre già strutturata secondo schemi temporali.
- La configurazione (mimesis II): la narrazione organizza gli eventi in una trama che conferisce significato.
- La rifigurazione (mimesis III): una storia raccontata (reale o finzionale che sia) modifica il modo in cui gli individui comprendono se stessi e il mondo, fornendo nuove trame possibili per configurazioni future.

Secondo Ricoeur, l'identità narrativa è una risorsa etica, in quanto permette agli individui di riconciliarsi con il proprio passato e di progettare il futuro in modo consapevole. Attraverso la narrazione, è possibile dare un senso agli eventi traumatici e costruire una memoria collettiva. Inoltre, è attraverso un impegno pratico che prende la forma di una promessa che si dà unità alla narrazione della propria esistenza, promettendo di continuare ad essere chi si è raccontato di essere.

## Charles Taylor e le radici dell'io
Un altro importante contributore al tema dell'identità narrativa è Charles Taylor. Nel suo lavoro Radici dell'Io (1989), Taylor esplora il ruolo delle narrazioni culturali nella formazione dell'identità. In continuità con MacIntyre, egli sottolinea che le storie personali non si sviluppano in isolamento, ma si intrecciano con le "grandi narrazioni" della tradizione, che forniscono significati condivisi.

## Da Freud a Hillman: il sé narrativo in psicoanalisi
La psicoanalisi attribuisce da sempre un ruolo fondamentale alla narrazione di sé, nel contesto del setting analitico. Si potrebbe dire che fin da Sigmund Freud questa pratica terapeutica ha consistito essenzialmente nel cercare di curare ricucendo le narrazioni dei pazienti, restituendo loro la capacità di dare un senso alle loro vite.
James Hillman, psicanalista di orientamento jungiano, ha scritto Le storie che curano, in cui considera la mente come fondata su di una "base poetica". Le narrazioni che fondano la nostra esistenza sarebbero quelle dei miti, intesi come racconti che regolano i rapporti tra l'umano e il divino. I miti strutturano così la mente umana, aiutandola a fare senso.

## Jerome Bruner: il sé narrativo in psicologia
Lo psicologo Jerome Bruner ha esplorato il ruolo delle narrazioni nel contesto della psicologia cognitiva. Bruner sostiene che il pensiero narrativo sia una modalità fondamentale della mente umana, attraverso la quale gli individui organizzano l'esperienza e attribuiscono significato agli eventi della loro vita. Per Bruner, l'identità personale è costruita attraverso il racconto, che funge da ponte tra l'esperienza soggettiva e le strutture culturali.